# Bildstock (Premich, Bergerweg)

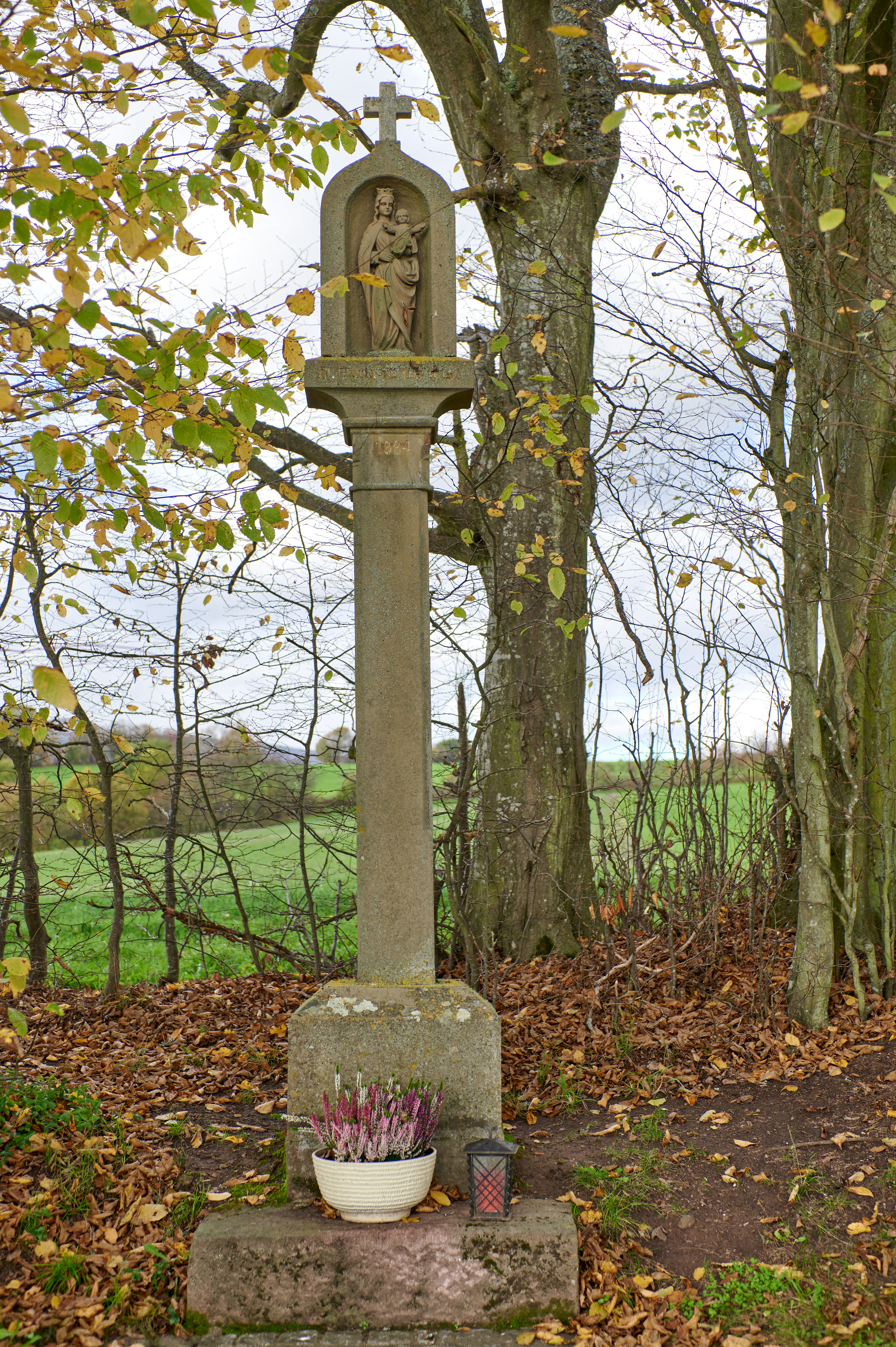
Bildstock in Premich, Flur Bergerweg

Der Bildstock Neugereuth befindet sich in Lauter, einem Gemeindeteil des Marktes Burkardroth im unterfränkischen Landkreis Bad Kissingen in der Flur Bergerweg.
Der Bildstock gehört zu den Baudenkmälern von Burkardroth und ist unter der Nummer D-6-72-117-61 in der Bayerischen Denkmalliste registriert.

## Beschreibung
Der 312 cm hohe Bildstock besteht aus weißem Sandstein und entstand im Jahr 1884.
Der Tafelbildstock besteht auss einem Sockel und einem Bildhaus mit Kreuz. Das 25 cm hohe prismatische Fundament besteht aus rotem Sandstein und hat die Abmessungen 95 cm × 40 cm. Darauf steht ein 47 cm hoher Vierkantsockel mit geschrägten Abschlusskanten und den Abmessungen 57 cm × 53 cm. Die Schrägen befinden sich in einer Höhe von 47 cm bis 57 cm. Die Fläche nach der Abschrägung hat die Abmessungen 39 cm × 39 cm. Der 141 cm hohe Schaft ist in den Sockel eingelassen, der Querschnitt beträgt unten 22 cm × 21,5 cm, ab 44 cm Höhe sind die Kanten gefasst. das Kapitell ist 18 cm hoch und hat einen Querschnitt von 22 cm × 21 cm. Die Kapitellabgrenzung unten ist ein schmaler Ringwulst und oben eine Platte (4 cm). Die Konsole ist unten 19 cm breit, 20 cm tief und 9 cm hoch. Sie kragt gekehlt auf 49 cm Breite aus. Darauf steht ein 65 cm hohes und 38 cm breites Dachhaus mit Kielbogenabschluss, das Abschlusskreuz ist 20 cm hoch. Die Bildnische hat die Abmessungen 57 cm × 28 cm und einen Kielbogenabschluss und zeigt eine gekrönte Madonna mit dem Jesuskind auf dem Arm. Die Inschrift lautet:

„Hl. Maria bitte für uns! 1884“

Am Sockel befindet sich unten rechts die Meistersignatur: „F. Hüm(m)ler“.